# Riedl-Pfleidererproces
Het Riedl-Pfleiderer-proces of ook wel antrachinonproces genoemd, is een proces voor de productie van waterstofperoxide dat in de jaren veertig door IG Farben werd ontwikkeld. De industriële productie van waterstofperoxide is gebaseerd op de reductie van zuurstof, zoals bij de directe synthese uit de elementen. In plaats van waterstof zelf wordt echter een 2-alkyl-antrahydrochinon gebruikt, dat eerder uit het overeenkomstige 2-alkyl-antrachinon door katalytische hydrogenering met palladium wordt gegenereerd. Zuurstof en de organische fase reageren onder vorming van antrachinon en waterstofperoxide. Onder andere alkylgroepen (R) worden ethyl- en tert -butyl- gebruikt, bijvoorbeeld 2-ethylantrachinon.
Vervolgens wordt het waterstofperoxide met water geëxtraheerd. In een tweede stap wordt het door middel van fractionele destillatie van het water gescheiden. Het waterstofperoxide hoopt zich op als product in het carter. Het antrachinon fungeert als katalysator, de algemene reactievergelijking is daarom:
{\displaystyle {\ce {H2 + O2 -> H2O2}}}
Als in plaats van zuurstof ozon wordt gebruikt kan met deze methode diwaterstoftrioxide worden geproduceerd.
Het proces is vernoemd naar Hans Joachim Riedl en Georg Pfleiderer van BASF.